# Attenuizomus mainae
Espèce
Synonymes
- Apozomus mainae Harvey, 1992

Attenuizomus mainae est une espèce de schizomides de la famille des Hubbardiidae.

## Distribution
Cette espèce est endémique du Territoire du Nord en Australie,. Elle se rencontre vers 230 km au sud de Darwin vers la Stuart Highway.

## Description
La femelle holotype mesure 3,32 mm et le mâle paratype 3,20 mm.

## Étymologie
Cette espèce est nommée en l'honneur de Barbara York Main.

## Publication originale
- Harvey, 1992 : The Schizomida (Chelicerata) of Australia. Invertebrate Taxonomy, vol. 6, no 1, p. 77-129.